# Agonum fallianum
Agonum fallianum är en skalbaggsart som beskrevs av Charles William Leng. Agonum fallianum ingår i släktet Agonum och familjen jordlöpare. Inga underarter finns listade i Catalogue of Life.